# Giovanni da Mel
Giovanni da Mel, ovvero Giovanni Rosso (Tai di Cadore, circa 1480 – Belluno, 1549), è stato un pittore italiano.

## Biografia
Figlio di Antonio Rosso (1450-1510), pittore cadorino, e fratello di Marco da Mel (1496-1583), anch'egli pittore, fu operante soprattutto nella area meridionale e pedemontana delle Dolomiti, in particolar modo nella Valbelluna e nel Feltrino, con opere esclusivamente di carattere sacro. 
Nacque in data imprecisata, comunemente situata nel 1480 circa. Durante la fanciullezza, intorno al 1494, la famiglia si trasferì a Mel fino al 1502, dove il padre artista aprì una bottega.
Il primo documento che riguarda direttamente Giovanni è un pagamento datato 1511, data nella quale probabilmente aveva già assunto la guida della bottega facente capo al padre. In tale ambiente collaborava anche il fratello Marco con il quale Giovanni lavorò, scambiando esperienze e stili, in differenti oratori e chiesette, come nel ciclo di Sant'Antonio Abate di Bardies (Borgo Valbelluna).
La bottega dei Da Mel fu rappresentativa della vivacità dell'ambiente artistico nel bellunese nel primo Cinquecento, che in questo periodo fu influenzata dagli ambienti artistici padovani (Mantegna) e veneziani (Bellini, Carpaccio).

## Opere
- Dodici Apostoli, affreschi, 1502, Chiesa di San Dionisio, Zermen (comune di Feltre)
- Orazione nell'orto di Getsemani e Predicazione di San Giovanni Battista, affreschi, 1514-1519, Chiesa di Santa Maria Assunta, Servo (comune di Sovramonte)
- Vita di Sant'Antonio Abate, affreschi, 1520-1530, Chiesa di Sant'Antonio, Bardies (comune di Mel)[2]
- Madonna con Bambino in trono tra Sant'Antonio Abate e Sant'Andrea, tempera su tavola, 180 x 120, 1522, Chiesa di Sant'Antonio, Bardies (comune di Mel)
- Madonna col Bambino tra i Santi Rocco e Sebastiano, tempera su tavola, 1531, Chiesa di Santa Maria Annunziata, Mel
- Madonna con il Bambino e i Santi Tiziano e Vittore, tempera, Oratorio di Santa Maria Addolorata, Mel
- Madonna con Bambino tra San Tiziano Vescovo, San Bernardino da Siena, San Rocco e San Sebastiano, tempera su tavola su pala d'altare, 1543, Chiesa di Santa Maria Assunta e di San Felice Martire, Trichiana
- Ultima Cena con gamberi, Chiesetta di San Giovanni Battista, Libano (comune di Sedico)
- Madonna con Bambino tra San Tiziano Vescovo ed un santo martire, Chiesa di San Tiziano, Frontin (comune di Trichiana), proveniente dalla demolita chiesa di Santa Tecla